# Город без наркотиков
Фонд «Го́род без нарко́тиков» — общественная организация в городе Екатеринбург, борющаяся с наркоторговлей и распространением наркомании. Основана в 1999 году в Екатеринбурге Игорем Варовым, Евгением Ройзманом, Андреем Кабановым и Андреем Санниковым.
Для достижения своей цели фонд помогает (информационно, организационно и материально) российским правоохранительным органам при проведении операций против торговцев наркотиками. Кроме того, фонд содержит реабилитационные центры для безмедикаментозной реабилитации наркоманов.

## История
Обычно заявляется, что фонд, организованный Игорем Варовым, Евгением Ройзманом, Андреем Кабановым и Андреем Санниковым, появился летом 1999 года в городе Екатеринбург. Согласно информации фонда, это было связано с широким распространением наркотиков в городе. Своей первой акцией фонд называет так называемое «стояние в цыганском посёлке».
Агентство ЕАН, в свою очередь, утверждает, что «фонд создали под выборы в Палату представителей весной 1998 года как PR-проект для одного из кандидатов — Владимира Белоглазова». Летом 1998 года логотип фонда создал дизайнер Влад Ягненков по идее Юлии Плахотиной. Фонд вёл антинаркотические информационные кампании. К его работе был привлечён в качестве лектора Андрей Кабанов, вслед за которым пришли Варов и Ройзман, и к лету 1999 года структура перешла под их контроль.
В сентябре 1999 года был установлен пейджер 002 аб. «Без наркотиков». В течение октября 1999 года на него пришло 2608 сообщений о наркоторговле. К январю 2009 года поступило около 60 000 сообщений. Согласно сведениям руководителя фонда, штат сотрудников фонда насчитывает 30 человек.
В 2003 году милиция провела несколько штурмов реабилитационных центров фонда и обыск в здании офиса фонда под предлогом противодействия террористической деятельности и борьбы с незаконным удержанием реабилитантов. В захваченных реабилитационных центрах сотрудники милиции предлагали реабилитантам написать заявление о незаконном лишении свободы и покинуть центры — часть реабилитантов так и поступили, но часть отказались покидать реабилитационные центры. Согласно сведениям представителя фонда Андрея Кабанова, наркоманы, предоставленные в результате действий милиции сами себе, совершали преступления для добывания средств на наркотики. В защиту фонда выступила местная епархия РПЦ.
Спустя год после победы на выборах Главы Екатеринбурга, 13 октября 2014 года на внеочередном собрании учредителей был отстранен от должности президента Фонда. Сам Ройзман на собрание не явился, хотя был о нём предупрежден. По словам соучредителя Фонда Андрея Кабанова, после избрания на пост градоначальника Ройзман перестал интересоваться делами Фонда
С 11 июня 2019 года Фонд возглавляет Тимофей Жуков.
С 2021 г. фонд фактически прекратил оперативную деятельность.

## Деятельность

### Борьба с наркоторговлей
Фонд оказывает содействие правоохранительным органам в борьбе с наркоторговлей: собирает и анализирует информацию о наркоторговцах, находит закупщиков и закупочные деньги для проведения контрольных закупок наркотиков, организует автотранспорт, сотрудники фонда выступают понятыми и свидетелями в судах. Кроме того, фонд отслеживает судьбу каждого дела, бьёт тревогу при чрезмерно мягких приговорах либо при разваливании дела, привлекает внимание общественности — таким образом, осуществляет общественный контроль. По словам сотрудников фонда, в результате проверки по запросу фонда в 2004 году Генеральная прокуратура РФ обнаружила в Нижнем Тагиле более ста незаконно закрытых уголовных дел по торговле наркотиками.
По данным Евгения Ройзмана, на сентябрь 2012 года на счету фонда — около 5 000 совместных с правоохранительными органами операций против наркоторговцев (всё фиксируется на аудиовизуальные носители). В 2007 году — 175, в 2008 году — 280, в 2009 году — 408, в 2010 году — 450, в 2011 году — 1005.

### Реабилитация наркоманов
Фонд содержит пять центров безмедикаментозной реабилитации наркоманов — три взрослых, детский и женский, воссозданный в мае 2011 года, спустя восемь лет после закрытия. В условиях фактического отсутствия в Свердловской области государственных реабилитационных центров запись в центры фонда осуществляется на несколько месяцев вперёд.
Центры регулярно посещает уполномоченный по правам человека по Свердловской области Татьяна Мерзлякова.
В июле 2003 года в центре реабилитации наркозависимых екатеринбургского фонда «Город без наркотиков» побывала член Совета Федерации Людмила Нарусова. 

Как заявила Л. Нарусова, эффективность работы фонда настолько велика, что его опыт работы необходимо тщательно изучить и начать внедрять по всей России. Это позволит не только существенно сократить темпы распространения наркомании, но и уменьшить расходы на статью по профилактике борьбы с наркоманией, которая на деле оказывается неэффективной. «Фонд „Город без наркотиков“ добивается в своей работе очень весомых результатов, поэтому игнорировать его деятельность нельзя. Обо всём, что я здесь увидела, я обязательно сообщу Президенту России Владимиру Путину».
В реабилитационных центрах регулярно проводятся экскурсии для журналистов, желающих их посетить.
Основной метод реабилитационных центров фонда — длительное пребывание (рекомендованный срок — 1 год) наркомана в изоляции от наркотиков, развитие элементарных навыков самообеспечения, физический труд, спорт, психологическая поддержка прошедших реабилитацию людей. На начальной стадии — относительное голодание. Медикаменты для замещения наркотиков не применяются.
По словам сотрудников фонда, добровольность пребывания в центре фиксируется трёхсторонним договором (фонд, реабилитант, его представитель) и видеозаписью добровольного согласия. Под видеозапись также фиксируется физическое состояние реабилитанта на момент его поступления в центр.
Желание самого наркомана, отсутствие доступа к наркотикам и голод — простые принципы, с помощью которых избавляют от пагубной зависимости в реабилитационных центрах уральского фонда «Город без наркотиков». Охраняют и обслуживают наркоманы себя сами, а силой здесь никого не держат.
Первое время после поступления в центр реабилитанты находятся в так называемом «карантине» — специальном помещении с запретом его покидания. Это нужно для преодоления абстинентного синдрома. В период до 2008 года в «карантине» осуществлялось самостоятельное пристёгивание реабилитанта одним наручником к кровати в качестве меры обеспечения безопасности окружающих. Сейчас наручники не применяются, но осуществляется постоянный видеоконтроль. По мере снижения тяги к наркотикам реабилитанты переводятся из «карантина» в основные помещения центра.
По словам Евгения Ройзмана, в 2003 году стоимость реабилитации в екатеринбургском центре, посчитанная родителями наркозависимых, составляла около трёх тысяч рублей в месяц. Ройзман рассказал: 

«Родители платят 2 900 рублей в месяц. Но мы никогда в жизни никому не отказали, если у человека нет денег. Если люди пришли и говорят: у нас нет денег, то мы никогда не откажем. Мы возьмём так. Около половины у нас бесплатно. А маленькие, сейчас у нас человек 12 маленьких — токсикоманы из теплотрасс, те все бесплатно. Но справляемся, всё равно как-то справляемся».
 В 2011 году стоимость одного месяца реабилитации, включая питание, составляла около семи тысяч рублей.
Евгений Ройзман утверждает, что в начале работы реабилитационных центров (2000—2001 гг.) эффективность реабилитации среди закончивших годичный курс достигала 85 %, главная причина успеха — небольшая численность реабилитантов. В настоящее время, по его словам, успех составляет более половины случаев.

### Общественный проект «Страна без наркотиков»
В 2005 году, с целью проецирования на всю Россию опыта Фонда «Город без наркотиков», возникло желание начать общероссийский проект, аналогичный екатеринбургскому, но тогда фонду не хватало средств и мощностей для реализации такого проекта.
11 августа 2011 года руководитель фонда Евгений Ройзман сообщил о том, что екатеринбургский фонд «Город без наркотиков» приступает к реализации общественного проекта «Страна без наркотиков», штаб которого будет располагаться в здании фонда в Екатеринбурге, по адресу ул. Белинского, д. 19.
18 августа 2011 года в рамках этого проекта была запущена единая бесплатная «горячая» телефонная линия для приёма звонков и смс-сообщений от жителей с антинаркотической информацией о фактах наркоторговли, наркокоррупции, о точках продаж и изготовления наркотических средств из всех регионов России.
После поступления на «горячую линию» антинаркотических сведений, которые в 85 % случаев являются достоверными, информация заносится в базу данных проекта, анализируется, систематизируется и передаётся в соответствующие структуры правоохранительных органов. Кроме того, фонд контролирует все этапы работы полиции и следствия, вынесенные приговоры, а также условно-досрочные освобождения осуждённых, обжалует в прокуратуру необоснованные отказы в возбуждении уголовных дел.
Евгений Ройзман так раскрывает суть деятельности проекта: 

«… собираем информацию с „земли“. Собираем информацию от населения. Анализируем. Систематизируем. Самостоятельно отрабатываем информацию (с привлечением правоохранительных органов). Там, где не можем дотянуться сами — передаём информацию в правоохранительные органы, заставляем их работать, в случае необходимости — помогаем. Если официальные структуры не способны решить проблемы — передаём всю информацию в Прокуратуру РФ, с одновременным размещением в СМИ. Если ясна задействованность в наркоторговле сотрудников милиции или ГНК — информация передаётся напрямую в Прокуратуру РФ и в СМИ.

В дальнейшем, контролируются все этапы расследования, дознания, следствия, судебного следствия и приговоры. После приговора, по возможности, отслеживается пребывание наркоторговца в лагере, с целью недопущения выхода его по УДО».
В проекте «Страна без наркотиков» сложилась практика публиковать на своём официальном сайте регулярные ежемесячные отчёты о проделанной работе: о поступавших в отчётном периоде звонках и сообщениях от граждан России и проверке достоверности предоставляемых ими сведений, о принятых мерах по подтвердившимся фактам, о расходовании средств, пожертвованных фонду через электронные кошельки и банковские переводы. К отчётам прилагаются также документы по переписке с правоохранительными органами и видео-материалы, фиксирующие факты наркоторговли и других преступлений, связанных с наркотиками.

## Финансирование
Фонд не привлекает для своей работы бюджетные средства и гранты. Деньги собираются частными пожертвованиями. Часть денежных средств пополняется пожертвованиями через Интернет, для чего открыты счета в различных платёжных системах.
Здание в Екатеринбурге, в доме № 19 по улице Белинского, в котором располагается фонд, арендовалось у государства с 1999 по август 2011 года. Стоимость аренды, по данным на февраль 2011 года, составляла 107 000 рублей в месяц. В 2011 году Правительство Свердловской области передало это здание в безвозмездное пользование фонду на срок вплоть до 31 декабря 2020 года. Однако, уже в декабре 2012 года Министерство по управлению государственным имуществом Свердловской области (МУГИСО), заключившее договор о передаче здания фонду «Город без наркотиков» в безвозмездное пользование, попыталось в судебном порядке признать данный договор недействительным. По состоянию на октябрь 2014 года судебные разбирательства продолжаются.

## Критика
Деятельность фонда подвергается критике, в частности, в связи с обвинениями сотрудников фонда в применении физического насилия к наркоманам и наркоторговцам.
16 мая 2002 года трое пациентов реабилитационного центра совершили побег, и по возвращении один из них погиб в результате тяжелых побоев. По утверждениям сотрудников и сторонников фонда, беглецы ввязались в драку и были привезены обратно в центр в тяжёлом состоянии, после чего один из них умер. Однако в некоторых СМИ (в частности, в материалах газеты «Коммерсант» и агентства ИТАР-ТАСС) сообщается, что, как выяснилось в ходе судебного разбирательства, погибший был избит сотрудниками центра. По результатам рассмотрения дела в суде вынесен обвинительный приговор. Между тем выносивший приговор судья В. Петухов заявил, что считает руководство фонда «Город без наркотиков» непричастным к данному уголовному делу.
В 2005 году фонд упоминался в СМИ в связи с убийством двух наркоманов в Ханты-Мансийском автономном округе. Тело одной из жертв было вывезено в лес и подожжено. В ходе судебного процесса в Пыть-Яхе было установлено, что избиение наркоманов санкционировали директор екатеринбургского реабилитационного центра «Город без наркотиков» Максим Курчик и глава организации Пыть-Яха «Мой город без наркотиков», врач городской клинической больницы Станислав Абазьев. Оба были приговорены к нескольким годам лишения свободы. Руководство фонда заявило, что наркоманы погибли от передозировки наркотиков. Судья, выносивший приговор, отметил, что считает деятельность фонда в целом полезной: «Я считаю, что депутат Евгений Ройзман, равно как и сама деятельность фонда и реабилитационных центров, здесь ни при чём. Они, наоборот, делают благое дело, в чём я их лично, как человек, поддерживаю».
Эксперт «Московского бюро по правам человека» Семён Чарный причислил «Город без наркотиков» к националистическим сообществам регионального масштаба.

## В других городах
Друзья, чтобы вы понимали, Фонд «Город без наркотиков» — это организация в Екатеринбурге, на Белинского, 19. Ни в Москве, ни в Питере таких организаций нет. В разных городах была успешная работа под нашим брендом.Живой журнал Евгения Ройзмана
В частности, организации с похожим или даже таким же названием появлялись в Москве, Ангарске, Перми, Нижнем Тагиле (под руководством Егора Бычкова), Пыть-Яхе, Уфе, Ухте.
Фонд подготовил и выложил комплект документов для желающих создать подобную организацию.
11 августа 2011 года фондовцы запустили общественный проект «Страна без наркотиков» с единым для всех регионов России номером для звонков и смс-сообщений +7-953-0000-953. Цель проекта — опыт Фонда «Город без наркотиков» спроецировать на всю Россию.